# Universiti Malaysia Sabah

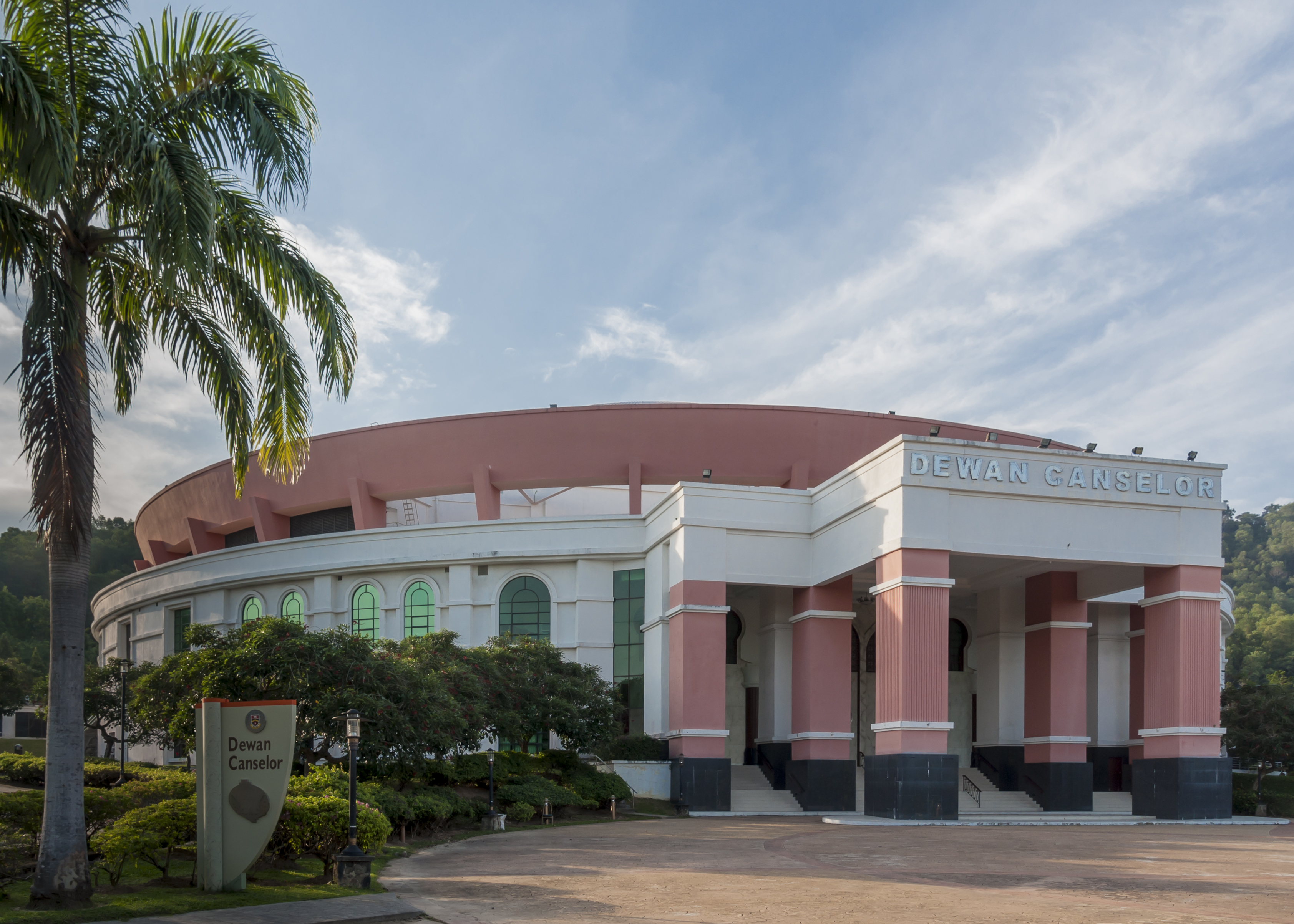
Dewan Canselor, Kanzlei und Sitz des Senats

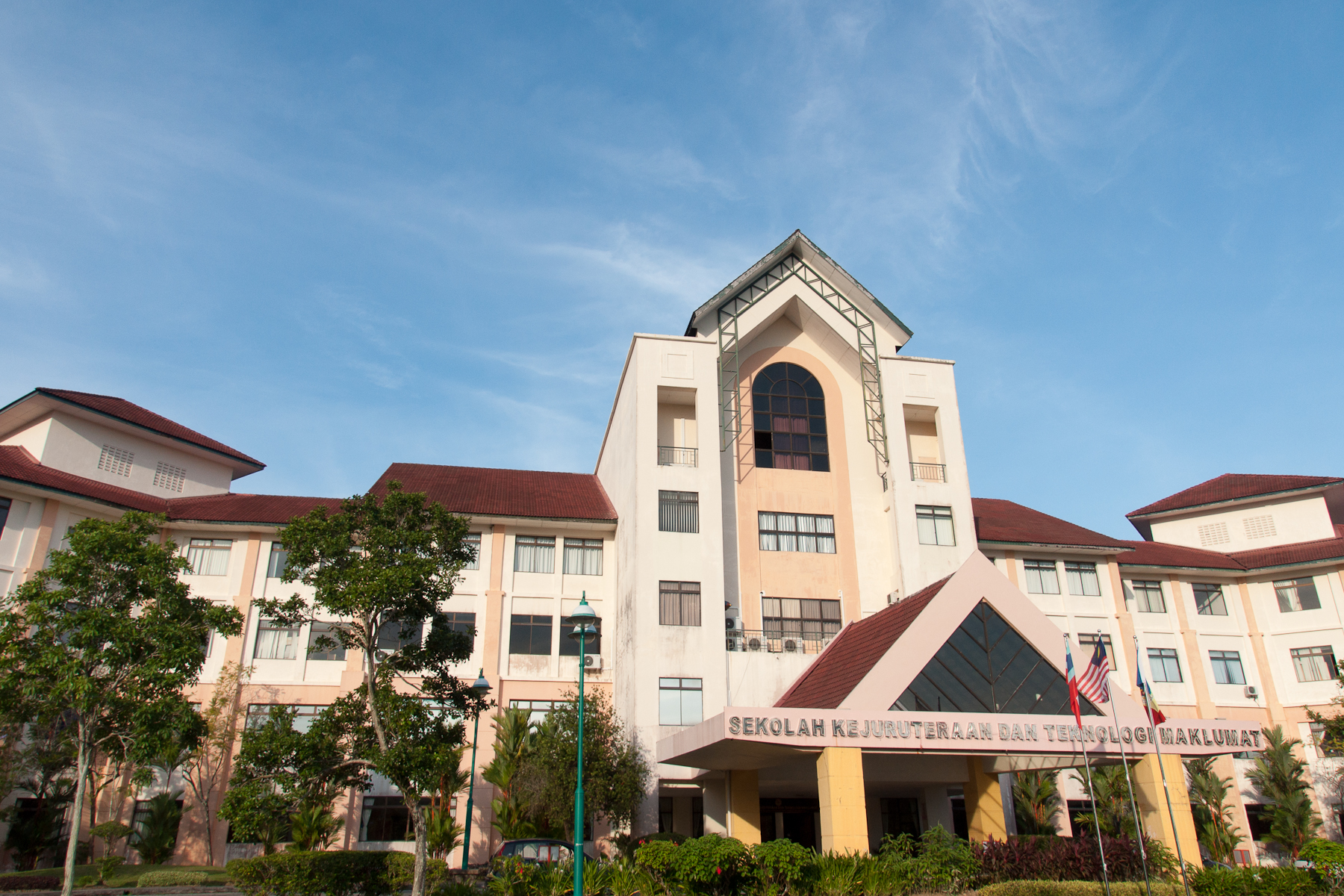
Fakultät für Ingenieurwesen und Technologie

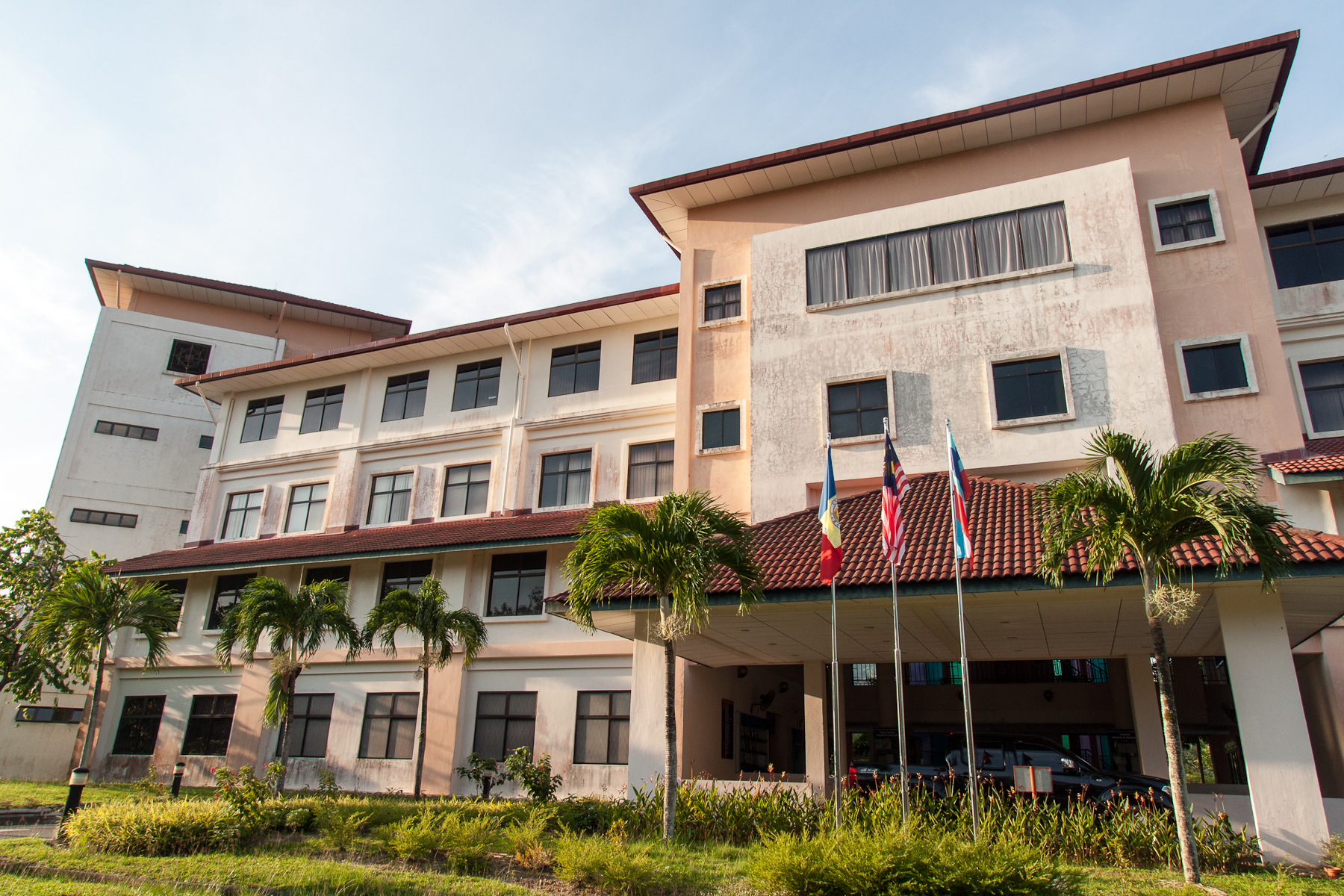
Fakultät für Sozialwissenschaften

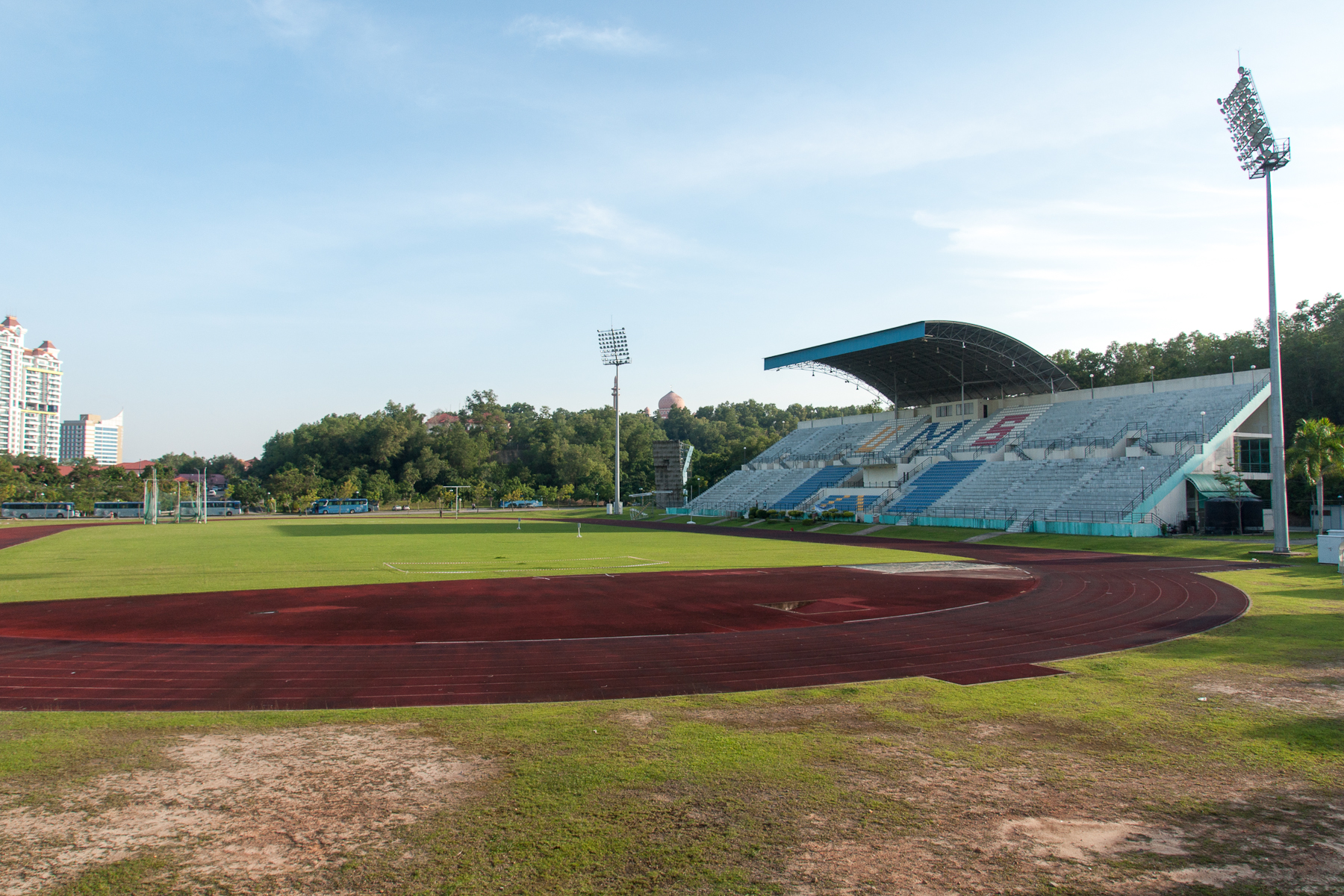
Sportstadion des UMS-Campus

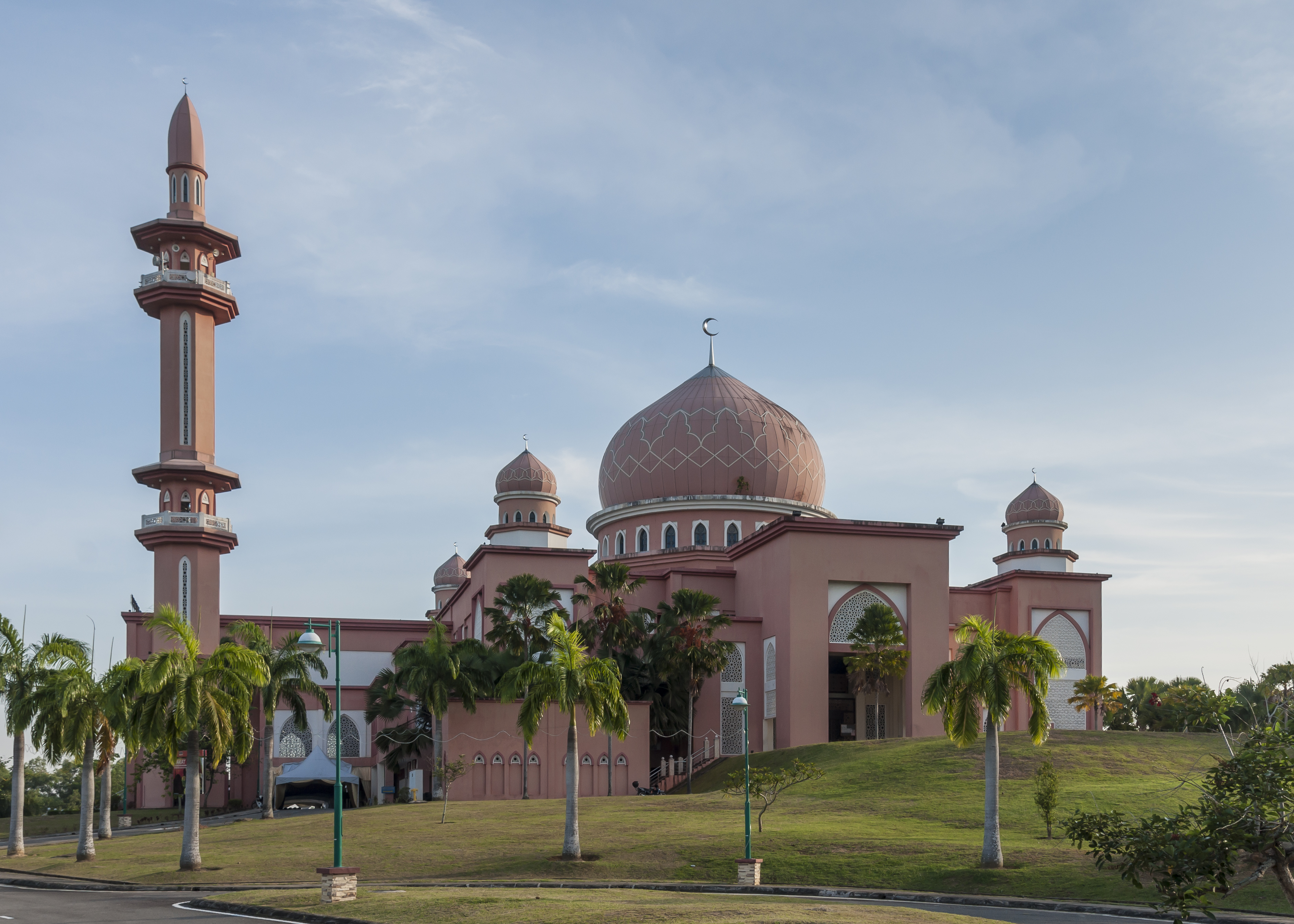
Campus-eigene Moschee

Die Universiti Malaysia Sabah (UMS) (dtsch. Universität Malaysia Sabah, engl. University Malaysia Sabah) in Kota Kinabalu, der Hauptstadt des Bundesstaates Sabah ist eine 1994 gegründete staatliche Universität in Malaysia.

## Aufbau und Organisation
Die Hochschule wurde im Jahre 1994 als neunte Universität in Malaysia gegründet.
Der Chancellor der Universität ist ein Ehrenamt und wird durch eine bekannte Persönlichkeit besetzt, während das hauptamtliche Management der Universität durch den Vice-Chancellor geleitet wird.
Die Universität besteht aus folgenden Fakultäten und Zentren:
- Fakultät für Ingenieurwesen und Technologie (Sekolah Kejuruteraan dan Teknologi Maklumat)[7]
- Fakultät für Wissenschaft und Technologie (Sekolah Sains dan Teknologi)[8]
- Fakultät für Nahrungsmittelwissenschaft und Ernährung (Sekolah Sains Makanan dan Pemakanan)[9]
- Fakultät für Internationale Tropenforstwissenschaften (Sekolah Perhutanan Tropika Antarabangsa)[10]
- Fakultät für Medizin (Sekola Perubatan)[11]
- Fakultät für Nachhaltige Landwirtschaft (Sekolah Pertanian Lestari)[12]
- Fakultät für Informationswissenschaften (Sekolah Sains Informatik) (nur am Campus Labuan)[13]
- Fakultät für Sozialwissenschaften (Sekolah Sains Sosial)[14]
- Fakultät für Wirtschaft und Ökonomie (Sekolah Perniagaan dan Ekonomi)[15]
- Fakultät für Geisteswissenschaften (Sekolah Pengajian Seni)[16]
- Fakultät für Psychologie und Sozialarbeit (Sekolah Psikologi dan Kerja Sosial)[17]
- Fakultät für Internationale Wirtschaft und Finanzen (Sekolah Perniagaan dan Kewangan Antarabangsa) (nur am Campus Labuan)[18]
- Fakultät für Bildung und Sozialentwicklung (Sekolah Pendidikan dan Pembangunan Sosial)[19]

- Centre for the Promotion of Knowledge and Language Learning
- Centre for Cocurriculum & Student Development

- Borneo Marine Research Institute
- Tropical Biology and Conservation Institute
- Biotechnology Research Institute (BRI)
- Ethnography and Development Research Unit
- Psychology and Social Health Research Unit
- Center For Natural Disaster Studies
- Centre for Research and Entrepreneurial Development
- Centre of Materials and Minerals Studies
- Centre For Remote sensing and GIS
- Centre For Rural Education Development
- Centre of UMS Accountant

## Campus Labuan
Der Campus Labuan – UMS Kampus Antarabangsa Labuan (UMS KAL) – wurde am 1. Januar 1999 als Zweigstelle gegründet. Der Rolle Labuans als internationaler Finanzplatz entsprechend lehren am Campus Labuan die Fakultäten „Internationale Wirtschaft und Finanzen“ und „Informationswissenschaften“.